# Тамбовские известия

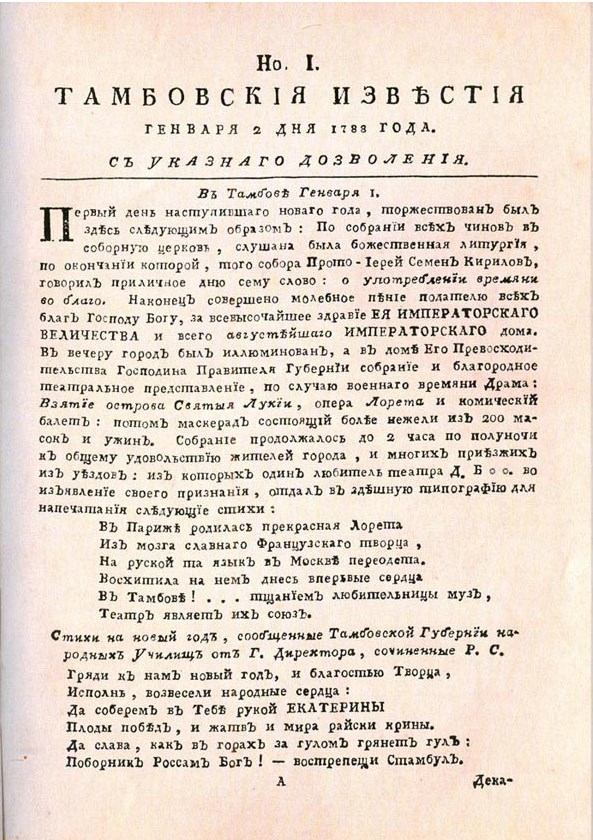
Первая страница первого номера «Тамбовских известий»

Тамбовские Известия (оригинальное название: Тамбовскія Извѣстія) — одно из первых провинциальных периодических изданий в России. Издавалось в течение одного года — в 1788 г. Всего вышло 52 номера.

## История поиска издания
Поиски редчайшего издания предпринимались неоднократно, но длительное время были тщетными. В итоге, многие учёные не только отказались от дальнейших поисков, но и стали сомневаться в самом существовании «Тамбовских известий». Утвердилась версия о «Казанских известиях» как о первой провинциальной газете России, которую, правда, не поддерживали державиноведы, о чём не раз заявляли на различных научных конференциях. Они опирались на библиографические списки начала XX века. Так, в библиографических заметках историка Н. М. Петровского (1907 г.) «Тамбовские известия» отмечены как первое провинциальное издание России; в библиографических списках (1912 г.) книг, напечатанных в российской провинции со времени возникновения гражданских типографий, В. П. Семенникову удалось обнаружить выдержки из нескольких номеров «Тамбовских известий», сделанных местным обывателем И. А. Мутасьевским.
Издание было обнаружено в 2010 году в библиотеке РГАДА доцентом Российской академии государственной службы при Президенте России, кандидатом исторических наук Н. Ю. Болотиной. Впервые фотокопии газеты были представлены на Международной научной конференции «Г. Р. Державин и диалектика культур», проходившей в Лаишеве, в экспозиции музея лаишевского края. Фотокопии были переданы директору музея Ф. Г. Муртазиной при личной встрече в Москве.
По мнению Н. Ю. Болотиной, найденные «Тамбовские известия» были присланы в библиотеку Московского архива Коллегии иностранных дел. В подшивке газеты оказалось 52 номера и издававшиеся в качестве приложения к ней «Прибавления». Общий комплект из 212 страниц помещён в оклеенный пёстрой цветной бумагой картонный переплёт XVIII века, с тиснением на корешке: «Тамбовские известия 1788».

## Вольная типография Г. Р. Державина
Газета издавалась в г. Тамбове в вольной типографии, созданной Г. Р. Державиным в конце 1787 года по личному дозволению императрицы Екатерины II.

В своих «Записках», перечисляя полезные дела, совершённые им на посту тамбовского губернатора (1786—1788 гг.), он пишет:
Учредил типографию, в которой печатались не токмо указы сенатские, но и прочие скорого исполнения, требующие предписания губернского правления, а также и губернские ведомости о ценах хлеба, чем обуздывалось своевольство и злоупотребление провиантских комиссионеров, и о прочем, к сведению обывателей нужном.
Идея о создании типографии в Тамбове пришла к Державину уже в первый год своего правления. В 1786 году в письме в столичную типографскую компанию Н. Н. Трубецкого Г. Р. Державин просит о содействии в устройстве типографии и пишет: 
Ежели усмотрю я выгоду, что дешевле один стан, нежели множество пустокормов подьячих, содержать, я бы решился единственно для канцелярского дела производства завесть здесь типографию.
Очевидно, что в последующем создание типографии планировалось не только для канцелярского дела, но и для печати книг и газет. За помощью в организации типографии Державин также обращался к опытному в этих делах Н. И. Новикову. Тот прислал ему подробную инструкцию по организации и содержанию типографии.
4 января 1788 года Г. Р. Державин официально уведомил генерал-губернатора рязанского и тамбовского наместничеств И. В. Гудовича об открытии вольной российской типографии. Очевидно, что по тем временам подобное в глухой провинции было делом неслыханным.

## Газета
Первым же делом новой типографии стал выпуск газеты «Тамбовские известия». Первый номер вышел 1 января 1788 года. Название газеты было дано самим Державиным. Газета выходила один раз в неделю, на четырёх страницах, небольшого формата. В дальнейшем у газеты появилось приложение («Прибавления»). Всего вышло 52 номера, до конца 1788 года. Работой по изданию газеты руководил отставной бригадир А. М. Нилов. Номера «Тамбовских известий» рассылались городничим для оглашения по всем губернским городам и уездам, распространялись в церквях, на базарах и ярмарках, вывешивались для народа. Выпускалось издание на средства от подписки частных лиц. С прекращением правления Г. Р. Державина закрылось и издание, не найдя поддержки у генерал-губернатора И. В. Гудовича и его сторонников.
В газете регулярно публиковалась информация об общероссийских событиях, государственных и церковных праздниках; сенаторские указы, предписания наместнического правления, известия о заседаниях городских дум губернии; о культурной жизни края, чрезвычайных происшествиях. Обязательными были разделы «Продажа» и «Подряды» с частными объявлениями, сведениями о ценах на основные продукты питания. В отношении чинов первых семи классов помещались ведомости о родившихся, сочетавшихся браком и умерших в губернии, списки о приехавших в Тамбов и выбывших из него.

## Репринт
В 2012 году Издательский дом ТГУ им. Г. Р. Державина г. Тамбова выпустил первое репринтное издание «Тамбовских известий».